# Kanyiré
Kanyiré est une localité située dans le département de Bitou de la province du Boulgou dans la région Centre-Est au Burkina Faso.

## Démographie
| 2003  | 2006  | 2012 |
| ----- | ----- | ---- |
| 1 940 | 2 179 | -    |

## Santé et éducation
Le centre de soins le plus proche de Kanyiré est le centre médical (CM) de Bitou tandis que le centre médical avec antenne chirurgicale (CMA) de la province se trouve à Tenkodogo.
Kanyiré possède une école primaire publique. 